# Giáo dục STEAM
STEAM là từ viết tắt của Science (Khoa học), Technology (Công nghệ), Engineering (Kỹ thuật), Art (Nghệ thuật), và Maths (Toán học) hoặc Mathematics (Toán học ứng dụng). STEAM được thiết kế để tích hợp các môn học STEM với các môn nghệ thuật vào các môn học liên quan khác nhau.  Các chương trình này nhằm mục đích dạy cho học sinh sự đổi mới, tư duy phản biện và sử dụng kỹ thuật hoặc công nghệ trong các thiết kế giàu trí tưởng tượng hoặc cách tiếp cận sáng tạo đối với các vấn đề trong thế giới thực trong khi xây dựng trên cơ sở toán học và khoa học của học sinh. Các chương trình STEAM bổ sung nghệ thuật vào chương trình giảng dạy STEM bằng cách dựa trên các nguyên tắc lập luận và thiết kế, đồng thời khuyến khích các giải pháp sáng tạo.

## STEAM trên phương tiện truyền thông dành cho trẻ em

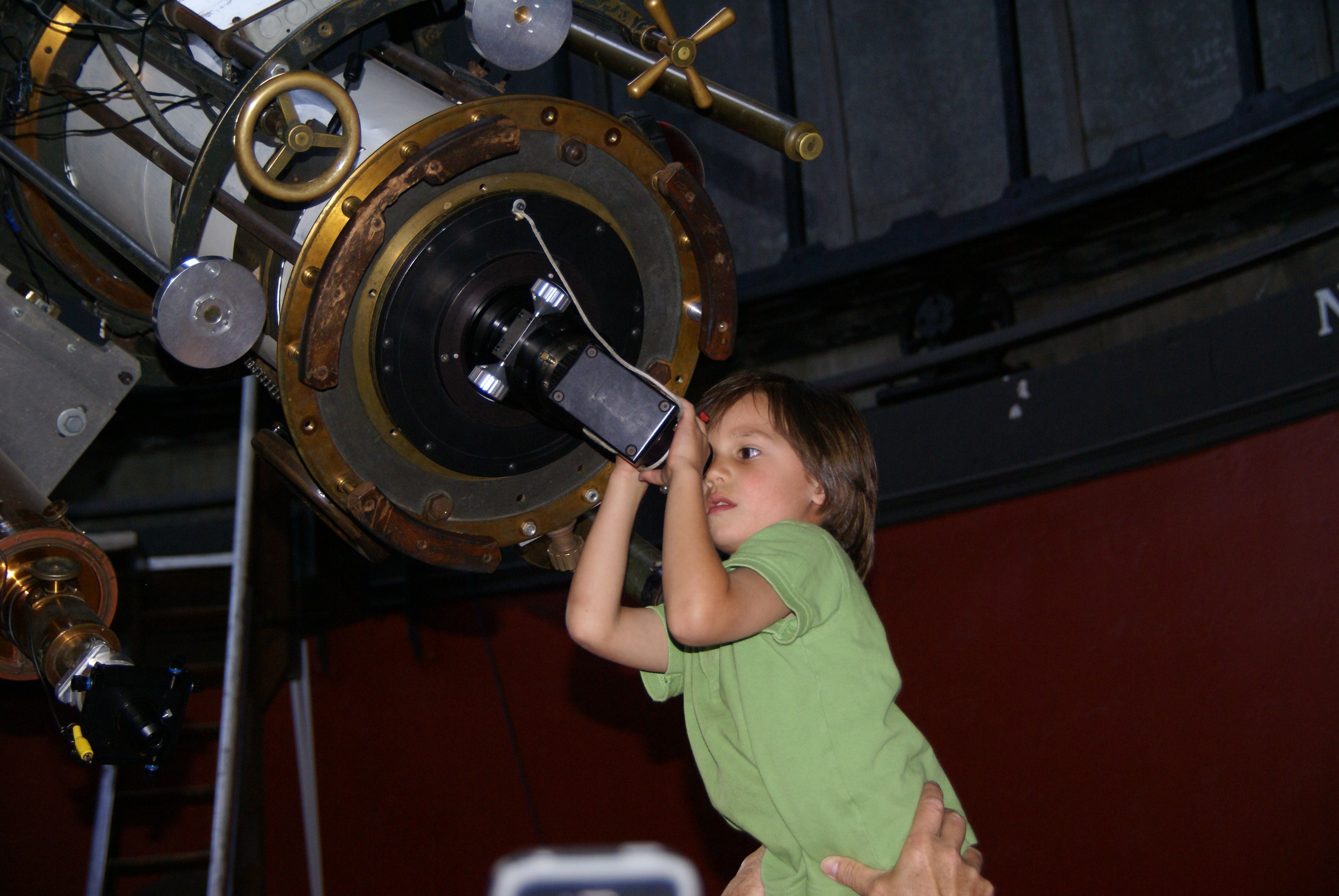
Trẻ em và khoa học

- Sesame Street's mùa thứ 43 tiếp tục tập trung vào STEM nhưng tìm cách lồng ghép nghệ thuật. Họ tuyên bố: "Điều này giúp làm cho việc học các khái niệm STEM trở nên phù hợp và lôi cuốn trẻ nhỏ bằng cách làm nổi bật cách các nghệ sĩ sử dụng kiến thức STEM để nâng cao nghệ thuật của họ hoặc giải quyết vấn đề. Nó cũng cung cấp ngữ cảnh về tầm quan trọng của kiến thức STEM đối với nghề nghiệp trong lĩnh vực nghệ thuật (ví dụ: nhạc sĩ, họa sĩ, nhà điêu khắc và vũ công)."[6]
- MGA Entertainment đã tạo ra một S.T.E.A.M. dựa trên nhượng quyền thương mại Dự án Mc2.[7]

## Ví dụ về công việc STEAM
Trong số những nghề khác, nghề nghiệp trong STEAM bao gồm:
- Họa sỹ diễn hoạt
- Nông nghiệp
- Nhà khảo cổ học
- Kiến trúc sư
- Phi hành gia
- Nhà vật lý thiên văn
- Nhà phát triển âm thanh
- Kỹ sư y sinh
- Kỹ thuật viên phát sóng
- Công trình dân dụng
- Người bảo quản
- Kỹ thuật điện tử
- Nhà thiết kế thời trang
- Nhà tâm lý học pháp y
- Nhà thiết kế đồ họa
- Nhà thiết kế nội thất
- Kỹ sư cơ khí
- Nghệ sĩ truyền thông
- Minh họa y tế
- Quy hoạch đô thị hiện đại
- Kỹ thuật viên chỉnh hình
- Nhiếp ảnh gia
- Phi công
- Nhà thiết kế sản phẩm
- Hình ảnh khoa học
- Phát thanh viên thể thao
- Giáo viên
- Kỹ sư âm thanh
- Nhà thiết kế trò chơi điện tử
- Nhà thiết kế trang web/ứng dụng